# Schizomyia spherica
Schizomyia spherica är en tvåvingeart som beskrevs av Maia och Oliveira 2007. Schizomyia spherica ingår i släktet Schizomyia och familjen gallmyggor. Inga underarter finns listade i Catalogue of Life.